# Tatsuya Neko
Tatsuya Neko (japanisch 根子 達也 Neko Tatsuya; * 25. September 1972 in Hanamaki) ist ein ehemaliger japanischer Fußballspieler.

## Karriere
Neko erlernte das Fußballspielen in der Schulmannschaft der Morioka Commercial High School. Neko begann seine Karriere 1991 bei Tohoku Electric Power (Brummell Sendai). 1994 feierte er mit dem Verein die Drittligameisterschaft und den Aufstieg in die zweite Liga. Für den Verein bestritt er 51 Zweitligaspiele und schoss dabei drei Tore. 1999 wechselte er zum Drittligisten Yokohama FC. Danach spielte er bei Grulla Morioka und Morioka Zebra.